# Ødelæggelsen af Sodoma og Gomorra
Ødelæggelsen af Sodoma og Gomorra er et maleri af den engelske maler John Martin fra 1852.
Det viser bibelens historie om historie om ødelæggelsen af de to byer Sodoma og Gomorra, som var Guds straf for byernes befolknings umoralske opførsel. Kun Lot og hans døtre blev reddet. Lots hustru så sig tilbage trods Guds befaling og blev forvandlet til en saltstøtte. Den ildrøde farve er karakteristisk for John Martins dramatiske scener af ødelæggelse. Hvirvelstormen på himlen var også et hyppigt træk på hans malerier. 

## Apokalyptiske tendenser
Flere andre af Martins malerier indeholder apokalypser: Babylons fald (1831), The Fall of Nineveh , Divine vengeance, Pandemonium (1841) og The Eve of the Deluge (1840).
- The fall of Babylon, 1831
- Syndfloden, 1834, Yale Center for British Art
- The Eve of the Deluge, 1840, den kongelige samling på Windsor Castle
- Pandemonium, 1841, Louvre

## Kunstneren
Mange betragtede i Martins levetid ham som en stor britisk kunstner, kun overgået af hans lidt ældre kollega, J.M.W. Turner, som han kappedes med om anerkendelse. Men efter John Martins død vandt Turner.